# بروگن (لاینه)
بروگن (به آلمانی: Brüggen) یک منطقهٔ مسکونی در آلمان است که در گروناو، نوردراین-وستفالن واقع شده‌است. بروگن ۸۶۵ نفر جمعیت دارد.